# Grabenöli
Le Grabenöli est un moulin à huile situé au nord-ouest de Lüterswil, sur le territoire de la commune soleuroise de Lüterswil-Gächliwil, en Suisse.

## Histoire
Datant du XVIe siècle, le moulin se trouve dans une petite clairière et est entraîné par le ruisseau Mühlibach. Restauré en particulier grâce à l'aide du canton en 1988, le moulin est encore en service de nos jours (en particulier pour transformer les noix en huile) et peut être visité sur rendez-vous. Il est inscrit comme bien culturel d'importance régionale.